# Schloss Sainte-Barbe

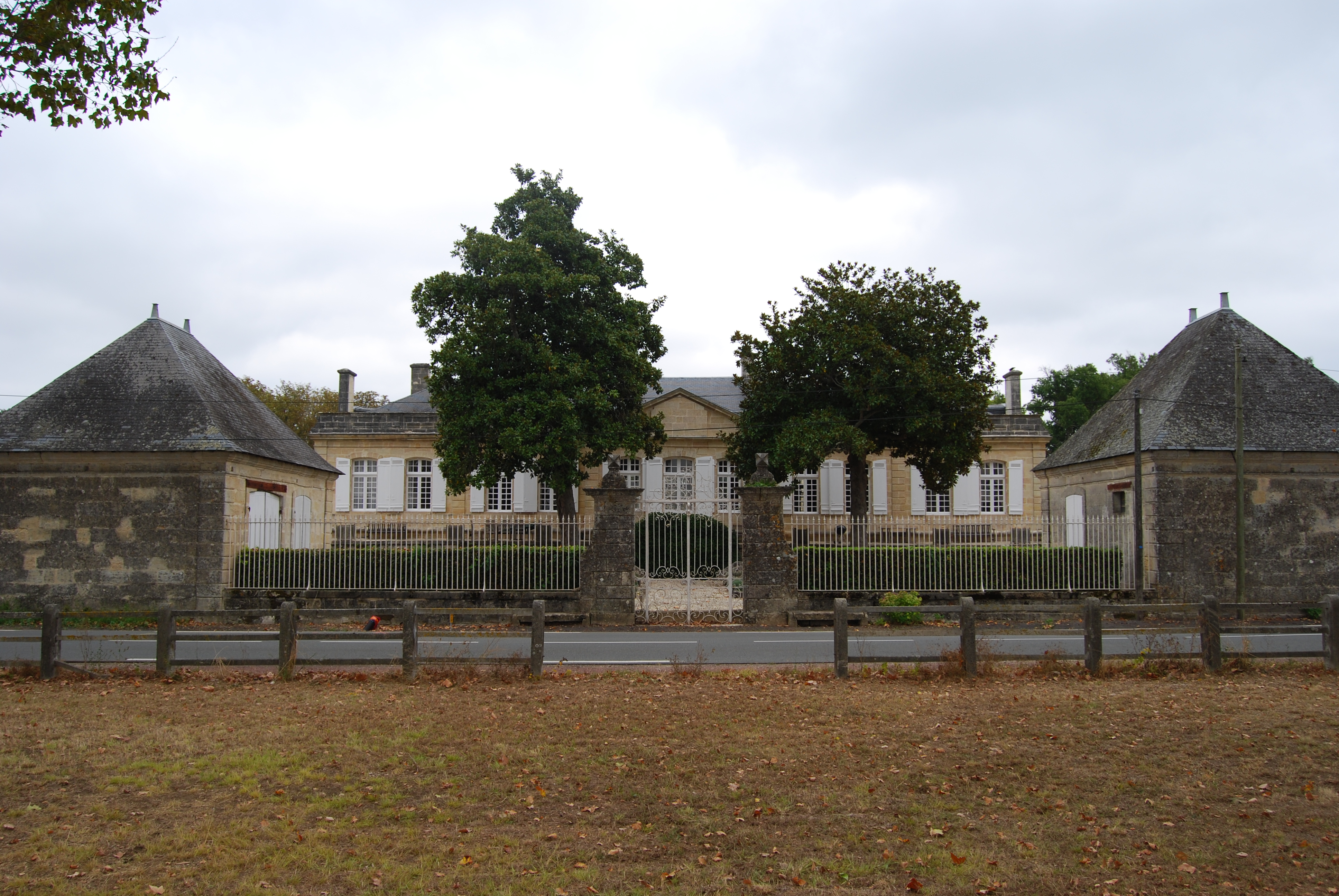
Schloss Sainte-Barbe in Ambès

Das  Schloss Sainte-Barbe in Ambès, einer französischen Stadt im Département Gironde in der Region Nouvelle-Aquitaine, wurde in den 1760er Jahren errichtet. Im Jahr 1996 wurde das Schloss als Monument historique in die Liste der Baudenkmäler in Frankreich aufgenommen.
Das Schloss wurde für einen reichen Bürger aus Bordeaux an der Garonne gebaut. Ende des 19. Jahrhunderts wurde das eingeschossige Gebäude innen neu ausgestattet und die Nebengebäude wurden vergrößert. 
Die Zufahrt zum Ehrenhof (cour d’honneur) wurde mit einem eisernen Gitter versehen, wobei die zwei kleinen Pavillons des Gärtners aus dem 18. Jahrhundert erhalten blieben. 
Das Hauptgebäude wird von Pilastern gegliedert und das Portal schmückt ein Dreiecksgiebel. 
Im Keller mit Gewölbe sind die Küche und die Vorratsräume untergebracht.